# بادن بادن

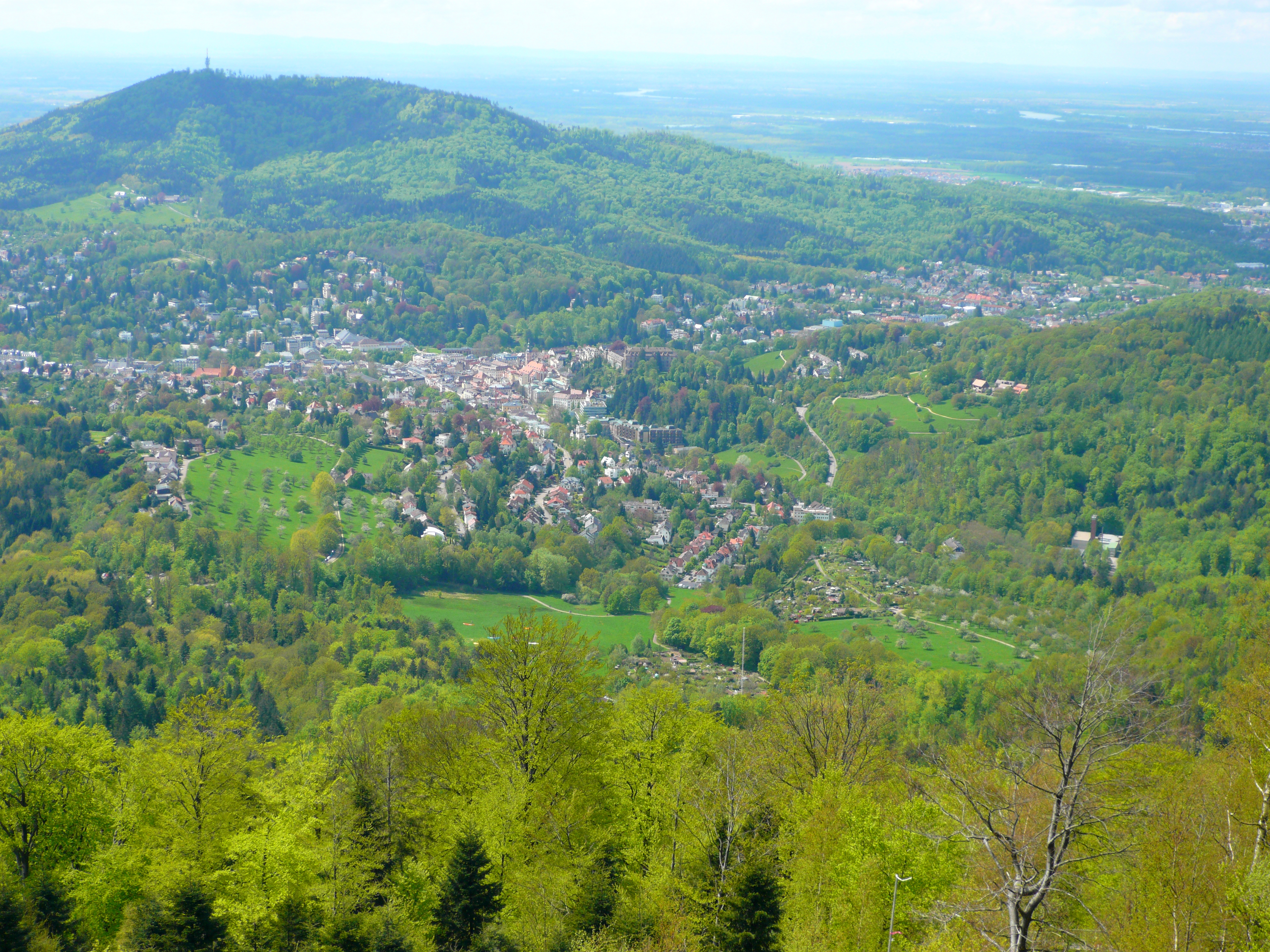
اطلالة على المدينة

بادن ـ بادن (بالألمانية: Baden-Baden) هي بلدة ألمانية تعد من أشهر المنتجعات الصحية في العالم، تقع في الشمال الغربي من الغابة السوداء في ألمانيا. يبلغ عدد سكانها 54.855 نسمة (إحصائيات 2006). تعتبر المدينة من أجمل الأماكن السياحية الألمانية، وتشتهر بمياهها المعدنية. وقد استخدم الرومان هذه الينابيع قبل ألفي عام تقريبا. يوجد في بادن ـ بادن آثار حمام روماني قديم.

## المناخ
يظهر الجدول التالي التغييرات المناخية على مدار السنة لبادن بادن:
| البيانات المناخية لـبادن بادن     | البيانات المناخية لـبادن بادن | البيانات المناخية لـبادن بادن | البيانات المناخية لـبادن بادن | البيانات المناخية لـبادن بادن | البيانات المناخية لـبادن بادن | البيانات المناخية لـبادن بادن | البيانات المناخية لـبادن بادن | البيانات المناخية لـبادن بادن | البيانات المناخية لـبادن بادن | البيانات المناخية لـبادن بادن | البيانات المناخية لـبادن بادن | البيانات المناخية لـبادن بادن | البيانات المناخية لـبادن بادن |
| الشهر                             | يناير                         | فبراير                        | مارس                          | أبريل                         | مايو                          | يونيو                         | يوليو                         | أغسطس                         | سبتمبر                        | أكتوبر                        | نوفمبر                        | ديسمبر                        | المعدل السنوي                 |
| --------------------------------- | ----------------------------- | ----------------------------- | ----------------------------- | ----------------------------- | ----------------------------- | ----------------------------- | ----------------------------- | ----------------------------- | ----------------------------- | ----------------------------- | ----------------------------- | ----------------------------- | ----------------------------- |
| متوسط درجة الحرارة الكبرى °م (°ف) | 4 (39)                        | 6 (42)                        | 11 (51)                       | 14 (57)                       | 19 (66)                       | 22 (71)                       | 24 (76)                       | 24 (76)                       | 21 (69)                       | 14 (57)                       | 8 (46)                        | 5 (41)                        | 14 (58)                       |
| متوسط درجة الحرارة الصغرى °م (°ف) | −1 (30)                       | −1 (30)                       | 2 (36)                        | 4 (39)                        | 8 (47)                        | 12 (54)                       | 14 (57)                       | 13 (56)                       | 11 (51)                       | 7 (44)                        | 2 (36)                        | 0 (32)                        | 6 (43)                        |
| متوسط أيام هطول الأمطار           | 22                            | 18                            | 20                            | 19                            | 21                            | 21                            | 17                            | 16                            | 15                            | 18                            | 18                            | 21                            | 226                           |
| المصدر: Weatherbase               |                               |                               |                               |                               |                               |                               |                               |                               |                               |                               |                               |                               |                               |

## توأمة
لبادن بادن اتفاقيات توأمة مع كل من:
- منتون (1961 - )
- مونكالييري (1990 - )
- فرايتال (1990 - )
- كارلوفي فاري (1998 - )
- يالطا (2000 - )
- سوتشي (2012 - )
- بورا بورا

## أعلام
- فرانك موزر
- جوزيف فولمر
- إميل كيسلر
- رينولد شنايدر
- روبرت كوخ
- رودولف هوس
- لودويغ إوهلاند
- فاسيلي جوكوفسكي
- ألكسندر غورتشاكوف
- أوسكار شليمر
- بيير بوليه
- فريدريش باولوس

بادن بادن - Baden-Baden
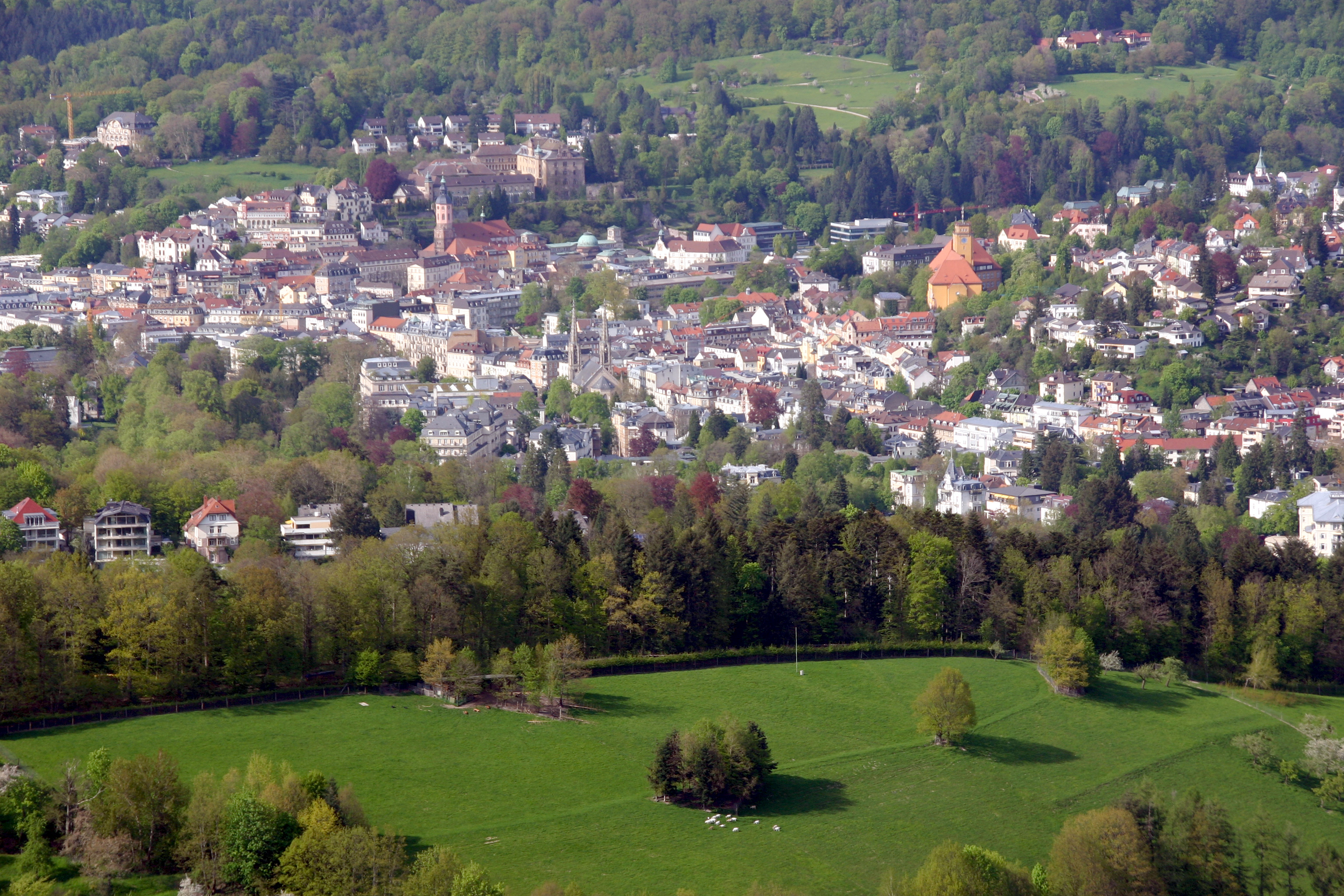
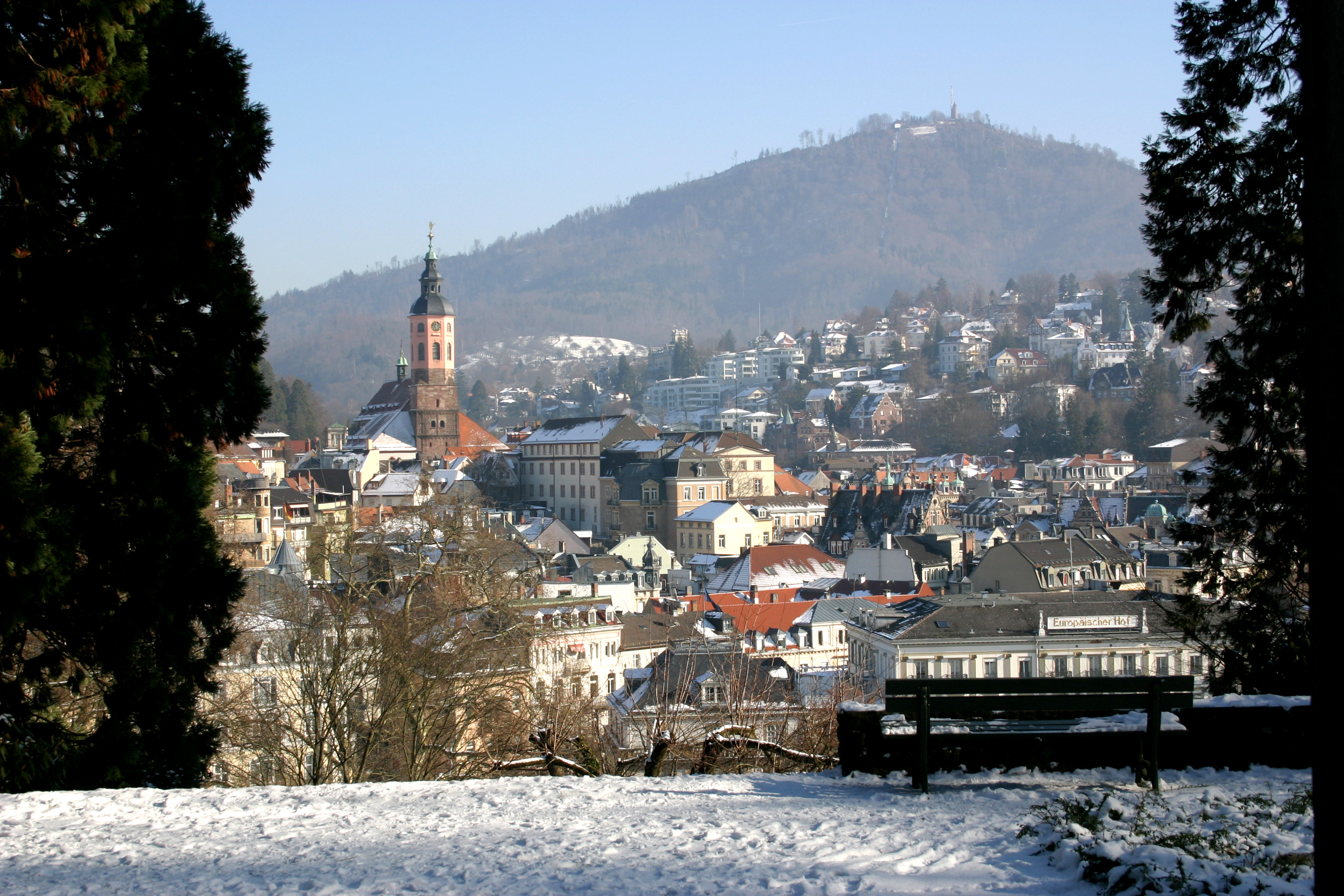
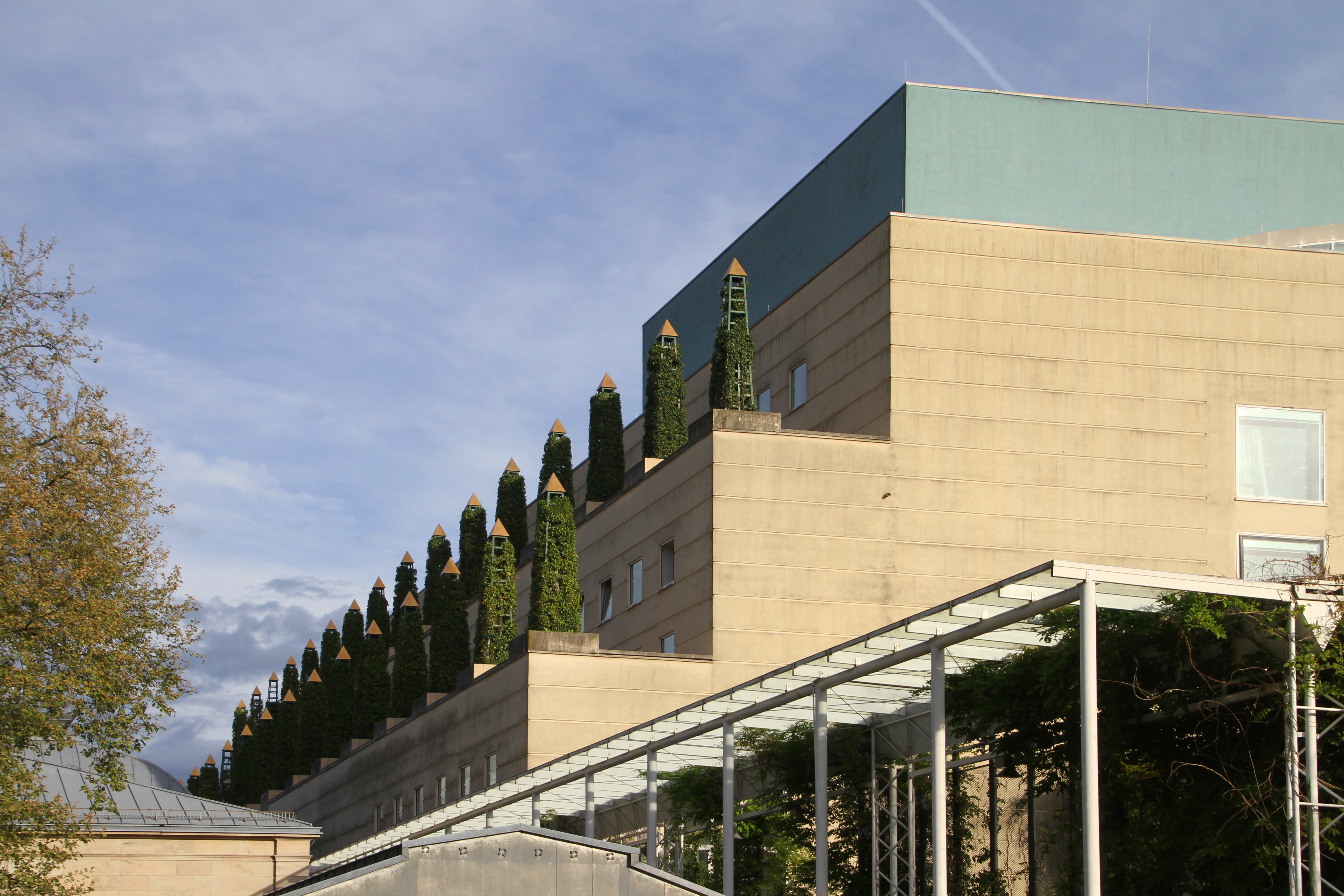
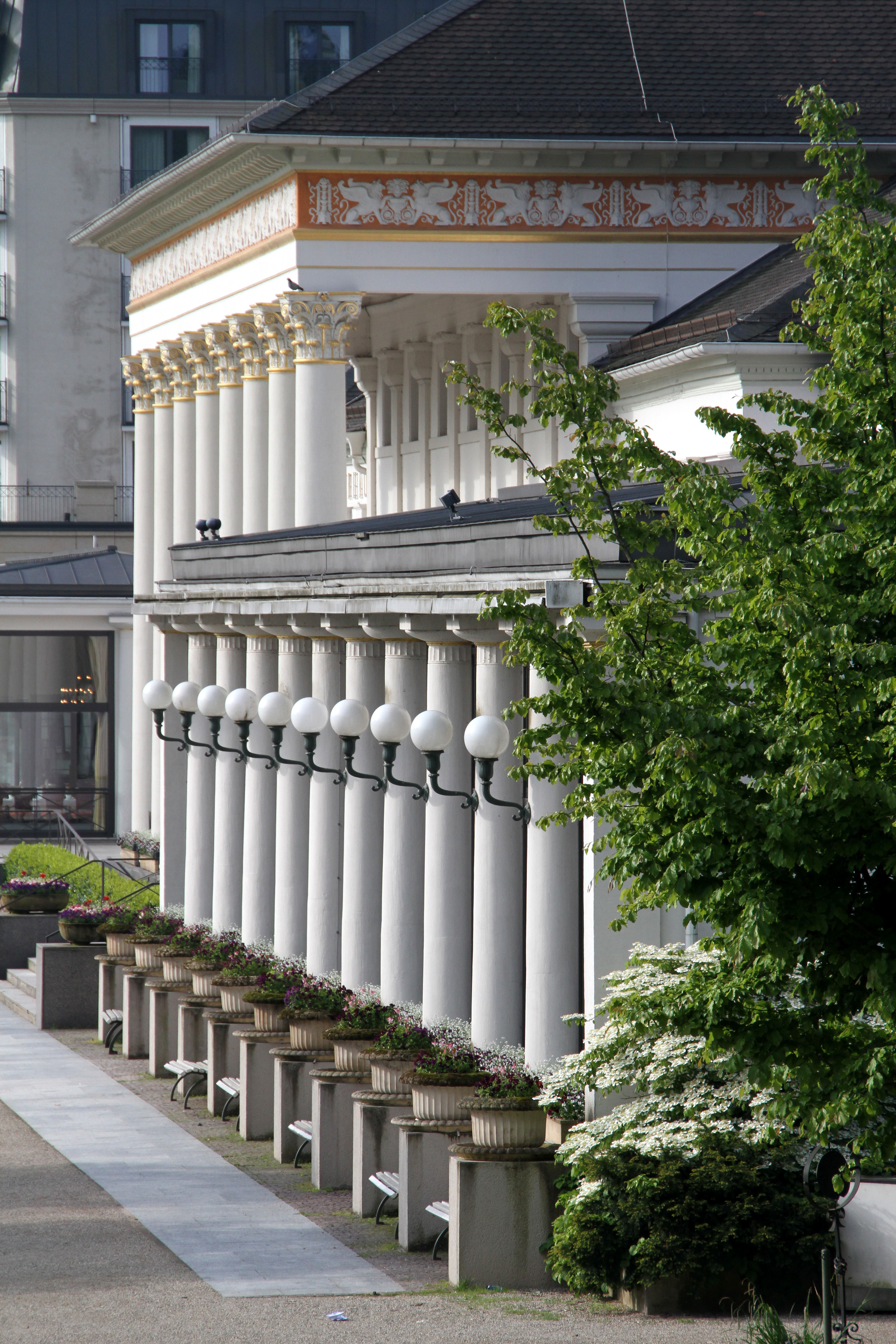
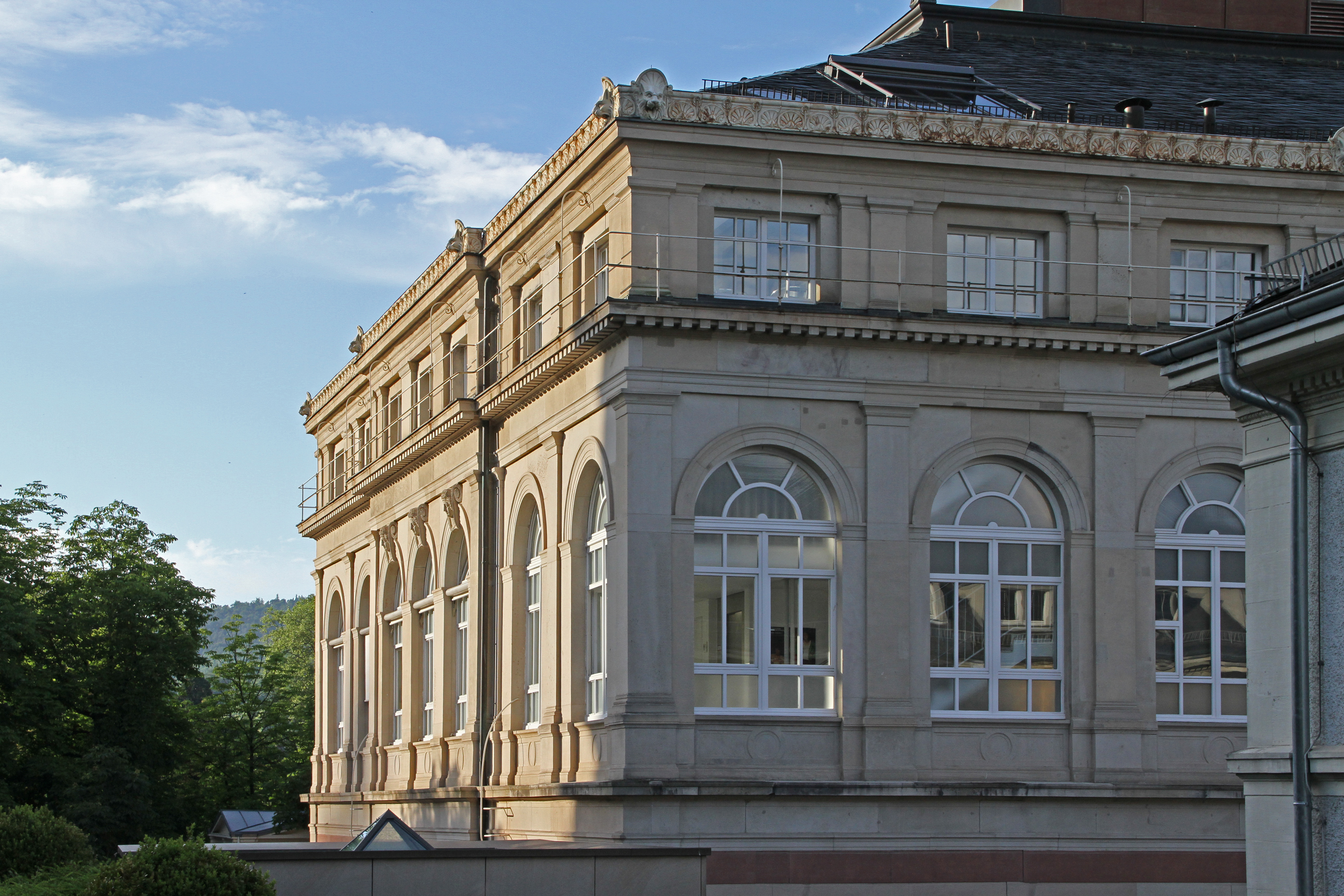
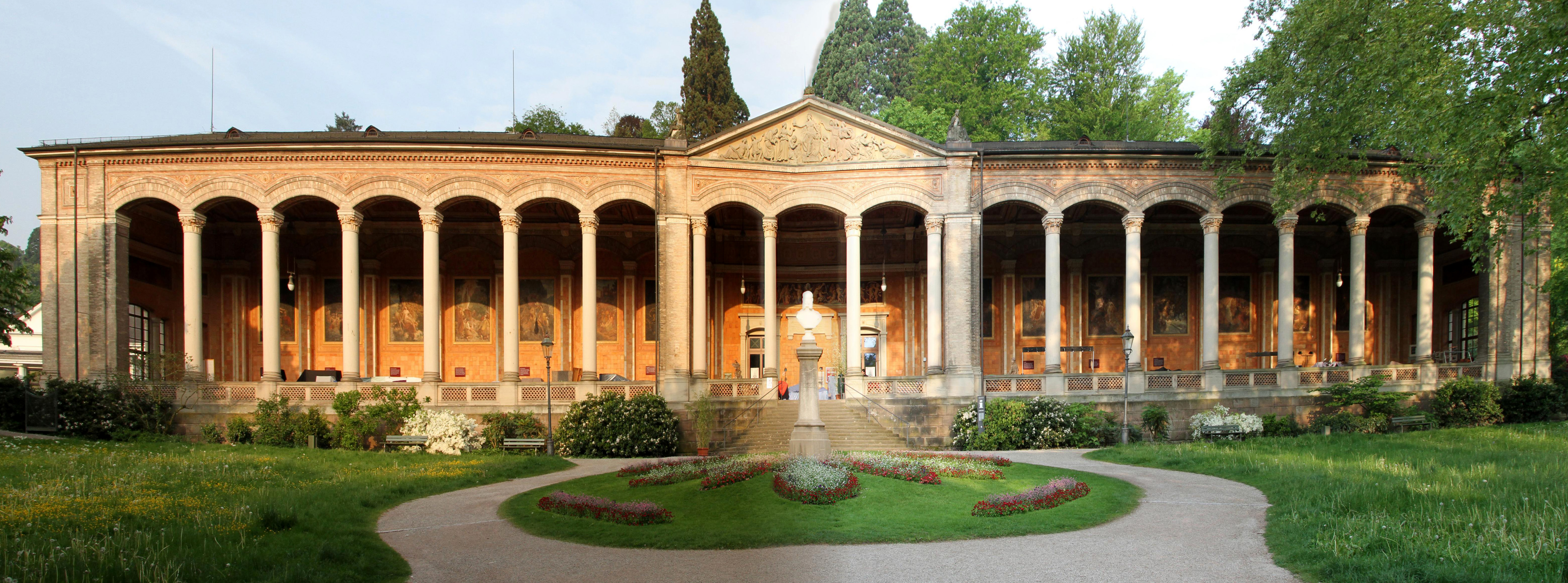
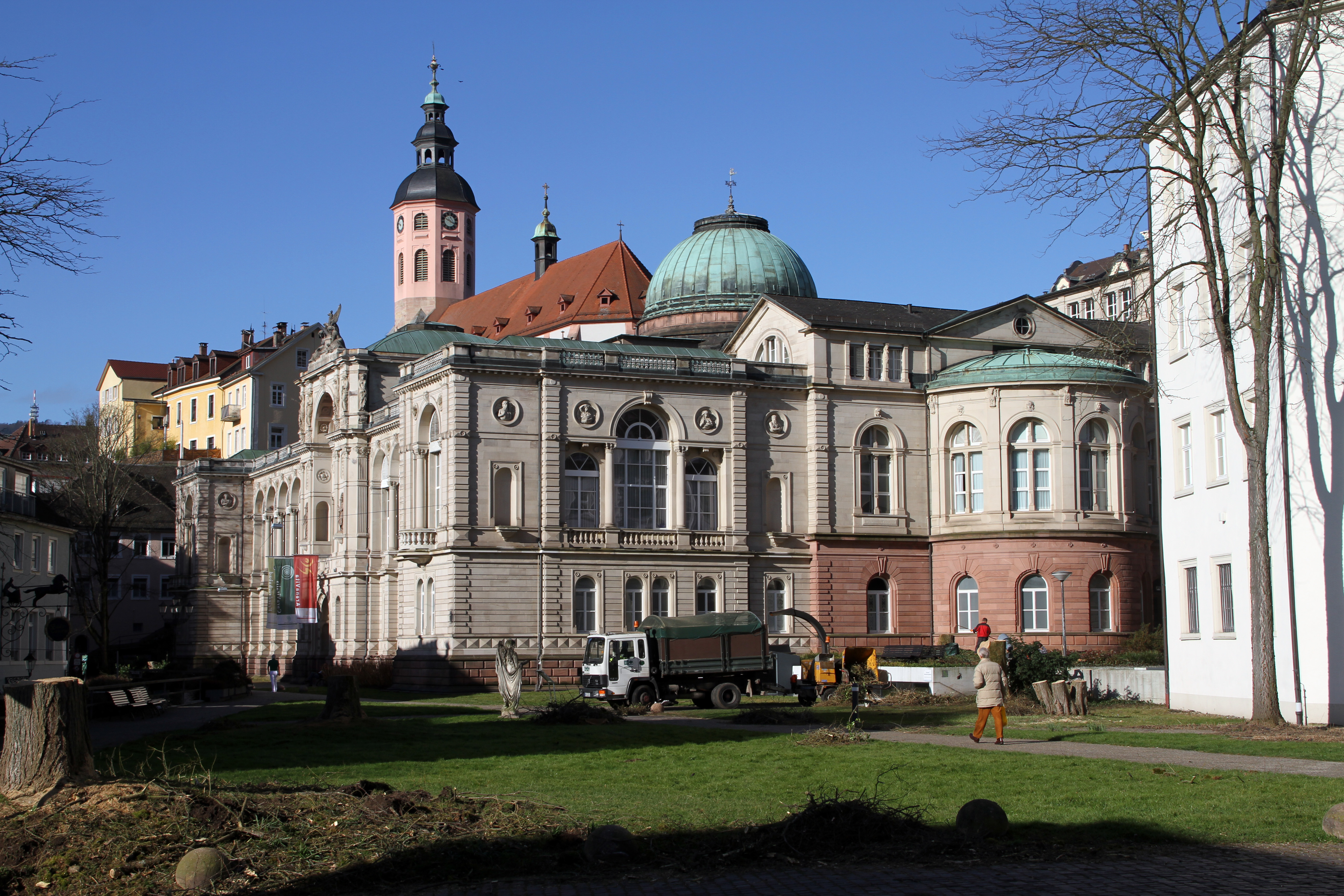
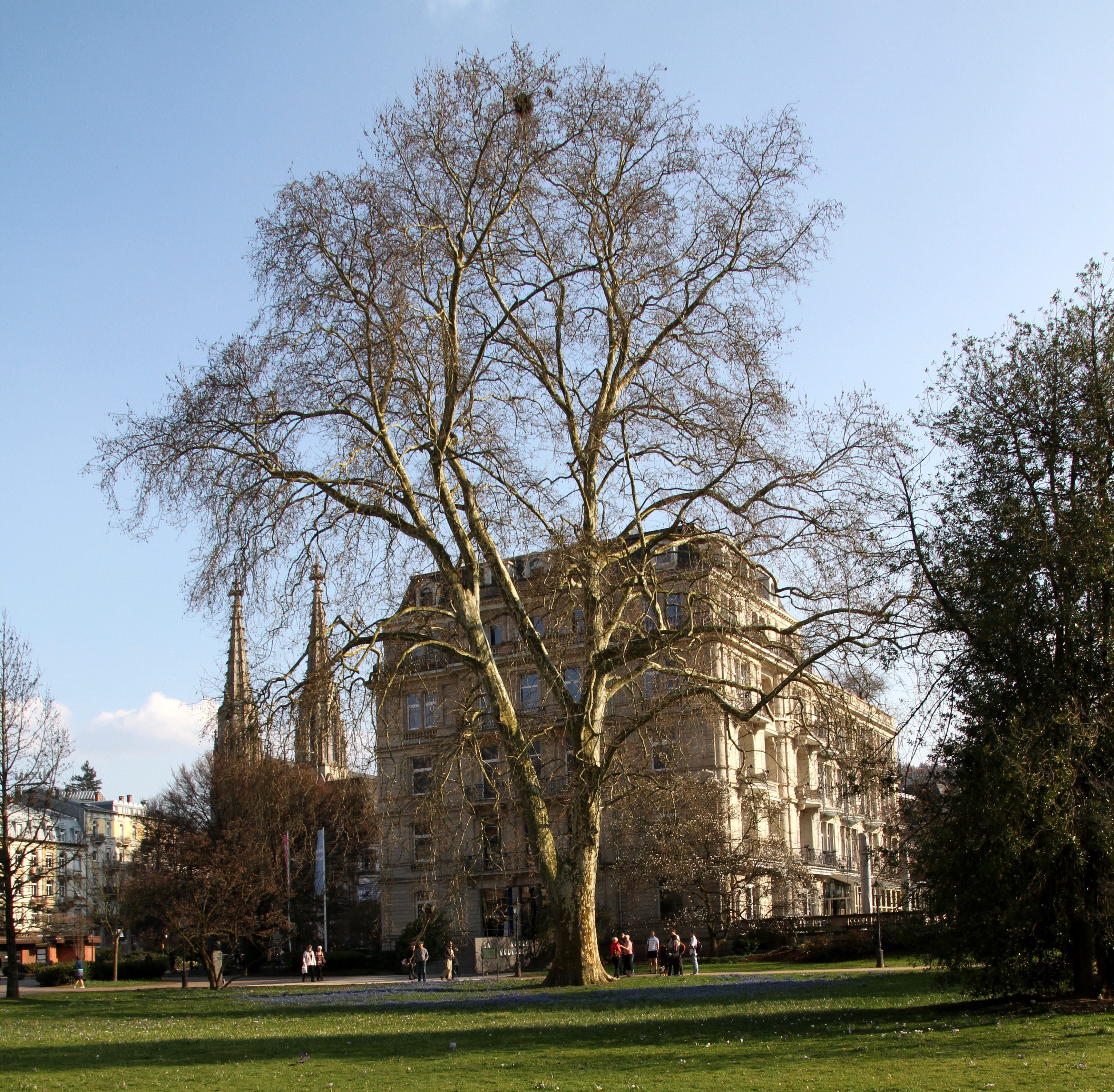
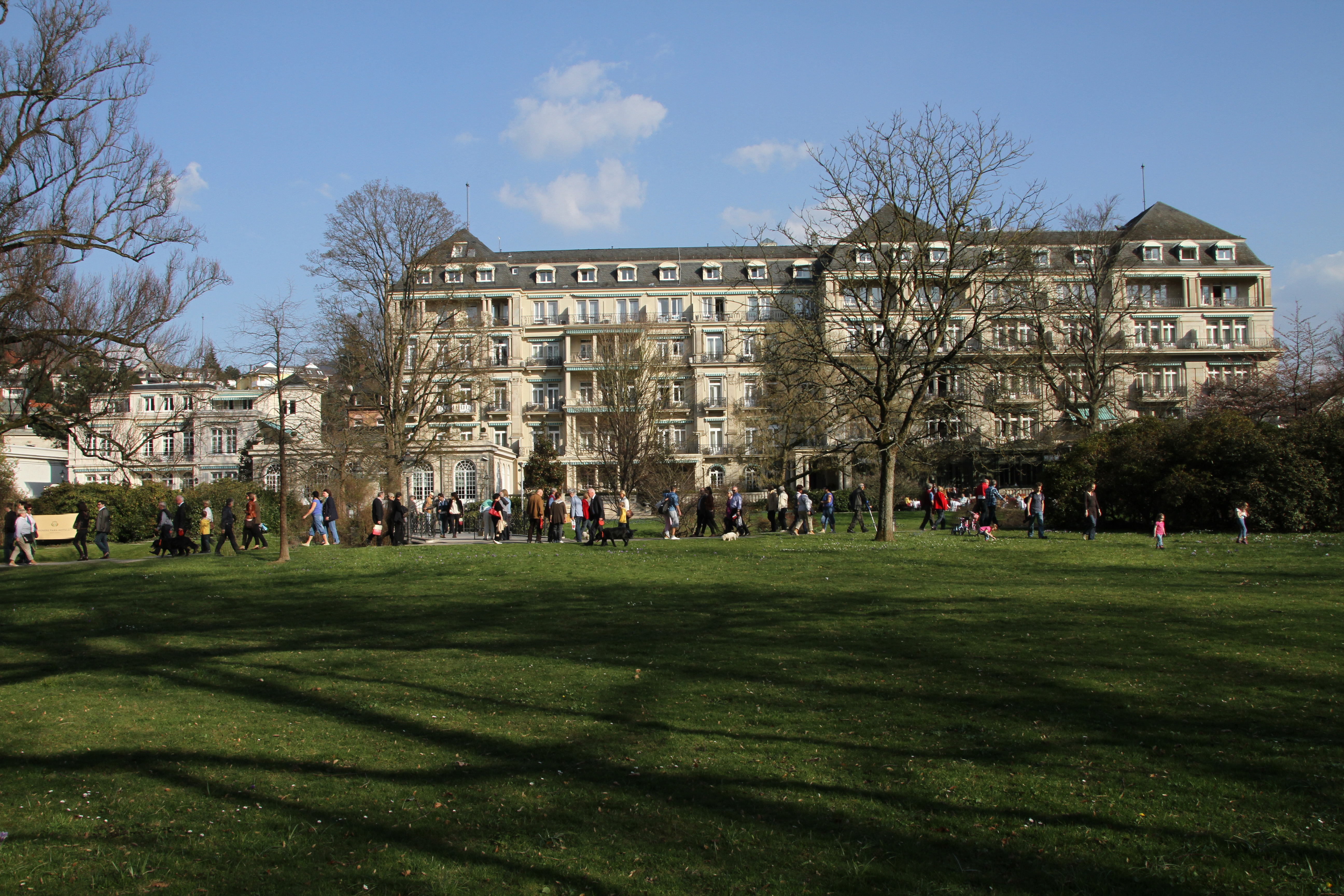
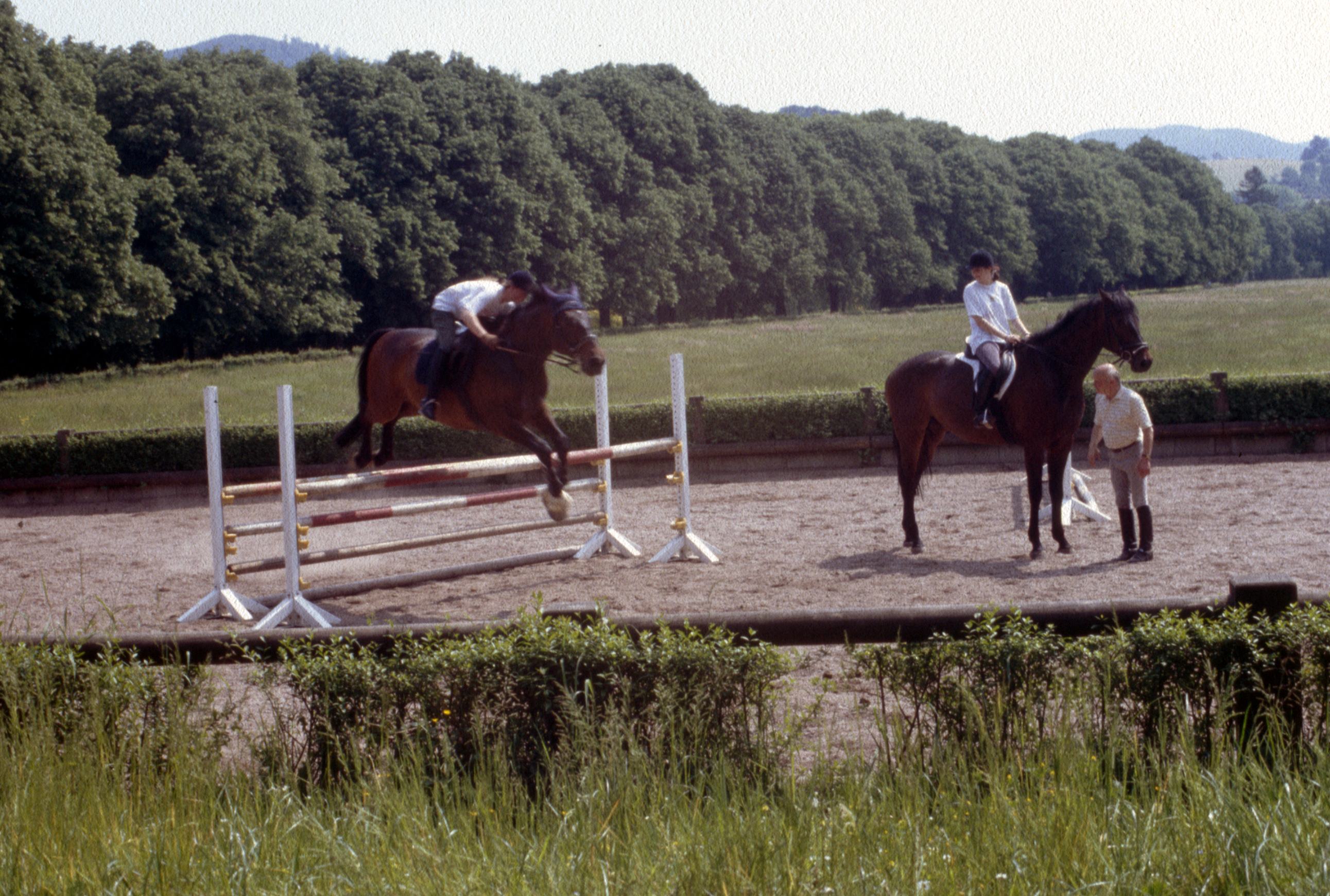
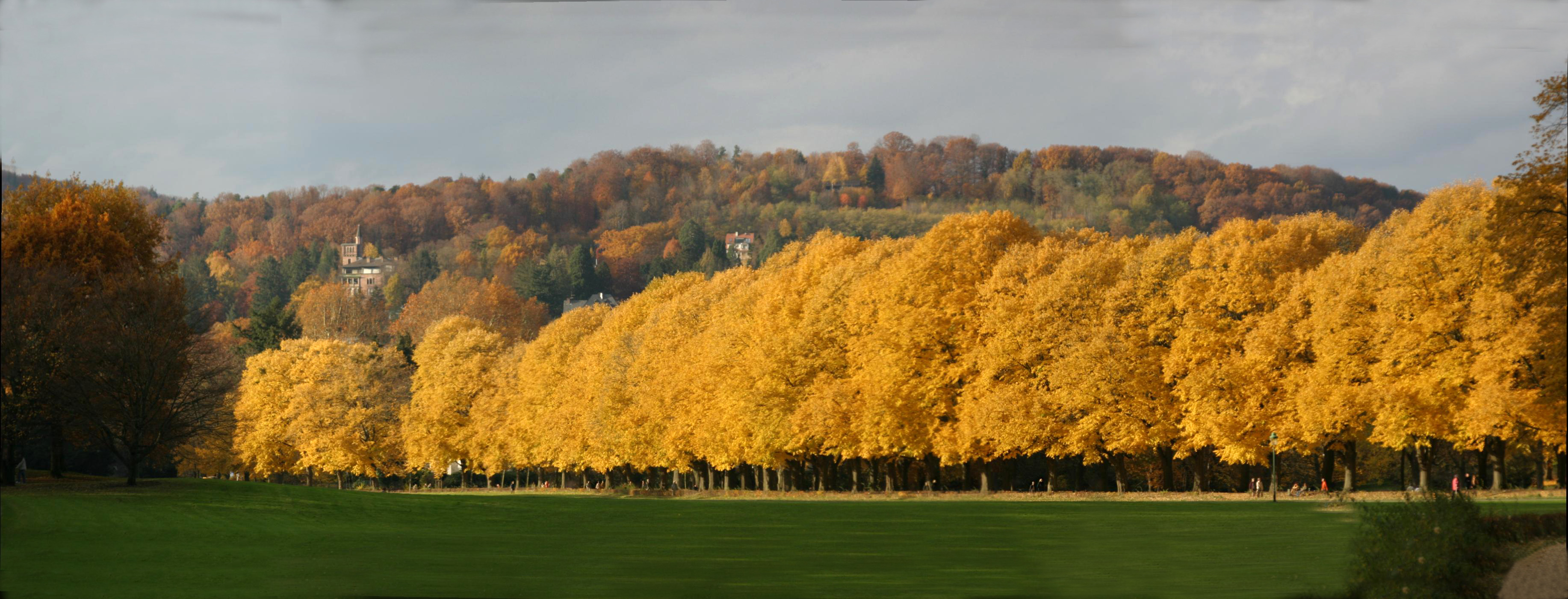
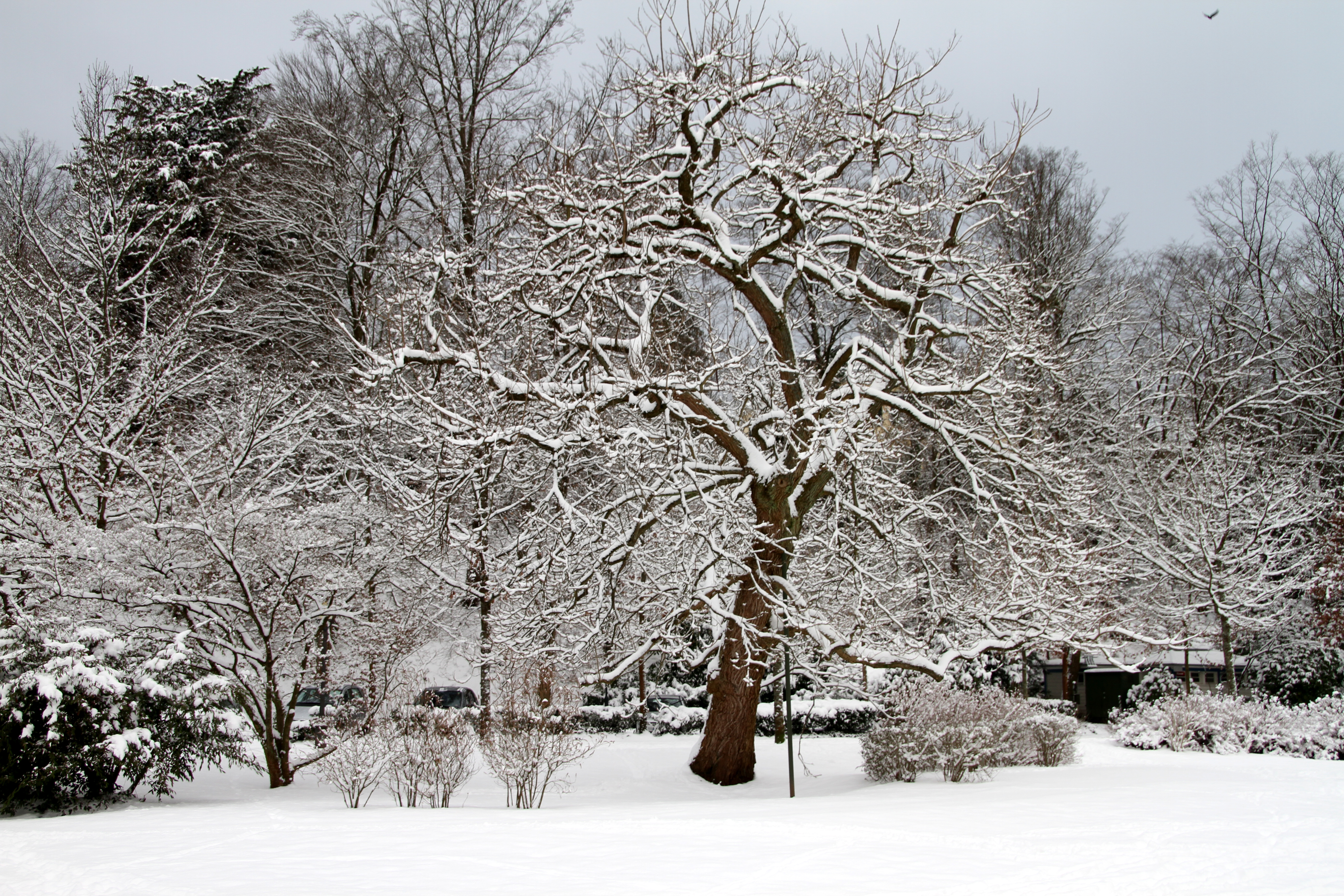

## وصلات خارجية
- موقع المدينة باللغة العربية.
- دويتشة فيلله العربية
- مجلة لها